# Władimir Sawon
Władimir Sawon, ros. Владимир Андреевич Савон (ur. 26 września 1940 w Czernihowie, zm. 1 czerwca 2005 w Charkowie) – ukraiński szachista i trener szachowy, arcymistrz od 1973 roku.

## Kariera szachowa
Grę w szachy poznał w wieku 13 lat. Na początku lat 60. należał do grupy najbardziej obiecujących radzieckich szachistów młodego pokolenia. W 1961 roku zwyciężył na turnieju we Lwowie, w latach 1961–1967 trzykrotnie zwyciężał w drużynowych akademickich mistrzostwach ZSRR. W 1967 zajął III miejsce w Sarajewie, otrzymał tytuł mistrza międzynarodowego oraz zadebiutował w Charkowie w finale mistrzostw kraju seniorów (w turnieju tym podzielił X-XII miejsce). W 1970 podzielił I miejsce (wraz z Istvanem Bilkiem) w Debreczynie. W 1971 osiągnął życiowy sukces, zdobywając w Leningradzie tytuł mistrza Związku Radzieckiego. Dzięki temu sukcesowi, rok później wystąpił w Skopje w drużynie narodowej na szachowej olimpiadzie, z którą zdobył złoty medal. W tym samym roku zajął również II miejsce (za Michaiłem Talem) w Suchumi. W 1973 zakwalifikował się do turnieju międzystrefowego w Petrópolis i ukończył go na VIII miejscu. W 1975 podzielił I lokatę w Wilnie, w 1977 był II w Portoroż (za Bentem Larsenem, wraz z Vlastimilem Hortem), zaś w 1978 podzielił II miejsce w Kijowie. Ostatnie turniejowe zwycięstwo odniósł w roku 2004 w memoriale Michaiła Botwinnika, rozegranym w Satce.
Najwyższy ranking w karierze osiągnął 1 lipca 1972 r., z wynikiem 2595 punktów zajmował wówczas 15. miejsce na światowej liście FIDE, jednocześnie zajmując 11. miejsce wśród radzieckich szachistów.
Był uznanym trenerem szachowym, wśród jego uczniów byli m.in.: Wasilij Iwanczuk, Rusłan Ponomariow, Siergiej Karjakin oraz Aleksander Areszczenko.